# Moulay Driss Aghbal
Moulay Driss Aghbal (en àrab مولاي إدريس أغبال, Mūlāy Idrīs Aḡbāl; en amazic ⵎⵓⵍⴰⵢ ⴷⵔⵉⵙ ⴰⵖⴱⴰⵍ) és una comuna rural de la província de Khémisset, a la regió de Rabat-Salé-Kenitra, al Marroc. Segons el cens de 2014 tenia una població total de 5.043 persones.